# Азізов Міргаріфан Замалійович
Міргаріфан Замалійович Азізов (27 квітня 1907, село Старе Шаймурзіно Симбірської губернії, тепер Дрожжанівського району, Татарстан, Російська Федерація — 15 листопада 1969, місто Казань, тепер Татарстан, Російська Федерація) — радянський державний діяч, голова Ради міністрів Татарської АРСР. Депутат Верховної ради РРФСР 3-го скликання. Депутат Верховної ради СРСР 3—4-го скликань (у 1951—1958 роках).

## Життєпис
Народився в селянській родині. До 1925 року працював у селянському господарстві батька.
У лютому 1925 року виїхав на Донбас, де до 1928 року працював вуглекопом шахти № 28 міста Макіївки.
У 1928 році повернувся до Татарської АРСР, закінчив курси з реалізації татарської мови при ЦВК Татарської АРСР. У 1928 році вступив до комсомолу.
З 1928 по 1930 рік навчався на дворічних курсах з підготовки фінансових працівників в місті Казані.
У 1930—1931 роках — інспектор Буїнського районного фінансового відділу Татарської АРСР.
Член ВКП(б) з лютого 1931 року.
У 1931—1933 роках — слухач Єлабузького робітничого факультету Татарської АРСР.
У 1933—1937 роках — студент Казанського фінансово-економічного інституту.
У 1937—1940 роках — начальник управління державного страхування, старший контролер-ревізор Народного комісаріату фінансів Татарської АРСР.
У березні 1940 — жовтні 1943 року — завідувач сектору відділу кадрів, заступник завідувача організаційно-інструкторського відділу Татарського обласного комітету ВКП(б).
У жовтні 1943 — квітні 1950 року — народний комісар (з 1946 року — міністр) фінансів Татарської АРСР.
У квітні 1950 — березні 1957 року — голова Ради міністрів Татарської АРСР.
У 1957—1958 роках — керуючий Татарської контори Промислового банку СРСР.
У 1958—1960 роках — керуючий Татарської контори Будівельного банку СРСР.
З 1960 року — персональний пенсіонер у місті Казані.
Помер 15 листопада 1969 року в місті Казані.

## Нагороди і звання
- орден Леніна
- орден «Знак Пошани»
- медалі
- Державний радник фінансової служби ІІІ-го рангу (30.06.1949)